# Kumbadjena kaata
Kumbadjena kaata är en klomaskart som beskrevs av Reid 2002. Kumbadjena kaata ingår i släktet Kumbadjena och familjen Peripatopsidae. Inga underarter finns listade i Catalogue of Life.